# Sarcopenia
Il termine sarcopenia riguarda l'insorgenza di una perdita di massa muscolare.

## Eziologia
Le motivazioni che inducono tale patologia sono molteplici. La sarcopenia può manifestarsi in soggetti sedentari a seguito di un lungo periodo di inattività fisica 
oppure può accentuarsi semplicemente con l'incorrere della terza età. Secondo una corrente di studi, la sarcopenia non è una conseguenza inevitabile dell'età, ma si verifica in condizioni di stress ossidativo crescente nel tempo con la formazione di radicali liberi .
Per quanto riguarda la sarcopenia legata alle terza età nel sesso maschile è correlata al calo della produzione di testosterone e del fattore di crescita insulino-simile 1 (IGF-1) che hanno effetti anabolizzanti, in particolare sul metabolismo proteico.
Altri fattori predisponenti sono: la resistenza all'insulina (che aumenta la produzione di massa grassa e porta alla riduzione della massa; l'aumento dei marcatori infiammatori sistemici (che hanno effetto sulla funzionalità dei muscoli); il declino delle commissioni neuromuscolari (che limitano la capacità del muscolo di contrarsi in modo efficace).

## Clinica
Nella sarcopenia la perdita di massa muscolare e la conseguente perdita di forza sono accompagnate anche da una minore funzionalità dei muscoli. In generale la sarcopenia produce un deterioramento delle funzioni fisiche e significa anche:
- Instabilità posturale
- Alterazioni della termoregolazione (aumento mortalità in estate o in inverno estremi)
- Peggiore trofismo osseo (manca lo stimolo della contrazione)
- Modificazione della omeostasi glucidica (manca deposito e consumo)
- Riduzione della produzione basale di energia
Con il trascorrere degli anni di vita di un soggetto standard (considerato in qualità di campione d'esame) la perdita di massa muscolare avanza di pari passo con la perdita di forza muscolare che può essere delle stesse proporzioni se non addirittura maggiore. A 50 anni di età molte persone hanno già perso circa il 10% della loro massa muscolare e a 70 anni ne avranno perso circa il 70%.